# ジョージ・ジャクソン
ジョージ・ジャクソン（George Jackson、1941年9月23日 - 1971年8月21日）は、アフリカ系アメリカ人の共産主義者で、ブラックパンサー党の指導者の一人。
18歳のときガソリンスタンドから70ドルを盗んだ疑いで逮捕され、以後何度も仮釈放の要請を行ったが、いずれも拒否された(『すべての権力を人民へ　黒豹党は戦いつづける』現代書館より)。
1966年、収監されていたサン・クエンティン刑務所で出会ったW・L・ノーレンという囚人からマルクス主義と毛沢東思想のイデオロギーを紹介された。同年、ジャクソンとノーレンはそれらの思想に立脚したブラック・ゲリラ・ファミリーというギャング団を所内で作り上げた。ジャクソンは独学で政治哲学や急進的理論を研究し、刑務所の環境を分析してマルクス主義の立場から革命運動を呼びかけるパンフレットをタイプライターで制作するなどした(『ソルダッド・ブラザー』鈴木主税訳、解説より)。また、アフリカ系アメリカ人の解放闘争を行っていたブラックパンサー党に入党し、機関紙「ザ・ブラック・パンサー」に論文を寄稿し、同党の「野戦司令官」となった。
1970年1月16日、ジャクソンは他の囚人2名と共謀して脱獄を図り、看守のジョン・V・マイルズを殺害した罪で死刑判決を受けた。
同年8月7日、彼の弟ジョナサン・ジャクソンらブラックパンサー党員4名がカリフォルニア州マリン郡のサンラファエル地方裁判所を襲撃し、ジャクソンの釈放を要求して検事を人質に立てこもったが、1名を除く全員が警官に射殺された。
1971年8月21日、ジャクソンはサン・クエンティン州立刑務所から脱獄を試み、警備員により銃殺された。1971年9月9日に起こった「アッティカ刑務所暴動」は、間接的にジャクソン射殺が引き金になったと考えられている。